# Przemysław Biecek
Przemysław Biecek (ur. 1979) – polski matematyk i informatyk, profesor nauk inżynieryjno-technicznych o specjalności statystyka matematyczna. Profesor Politechniki Warszawskiej i Uniwersytetu Warszawskiego.

## Życiorys
Doktorat obronił 10 lipca 2007 w Instytucie Matematyki i Informatyki na Wydziale Podstawowych Problemów Techniki Politechniki Wrocławskiej na podstawie rozprawy pt. Testowanie zbioru hipotez z zadaną relacją hierarchii wraz z przykładami zastosowań w genetyce. Habilitację uzyskał 16 kwietnia 2013 w Instytucie Biocybernetyki i Inżynierii Biomedycznej im. Macieja Nałęcza Polskiej Akademii Nauk. Tytuł profesora nauk inżynieryjno-technicznych uzyskał 2 lutego 2023.  
W działalności naukowo-badawczej zajmuje się statystyką matematyczną, wizualizacją i percepcją danych, metodologią i zastosowaniem uczenia maszynowego m.in. w medycynie. Interesuje się również popularyzacją technik analizy danych. 
W 2008 zatrudniony na stanowisku adiunkta (później profesora) w Zakładzie Statystyki Matematycznej na Wydziale Matematyki, Informatyki i Mechaniki Uniwersytetu Warszawskiego, a w 2014 na stanowisku profesora nadzwyczajnego (później profesora) w Zakładzie Projektowania Systemów CAD/CAM i Komputerowego Wspomagania Medycyny na Wydziale Matematyki i Nauk Informacyjnych Politechniki Warszawskiej. W latach 2013–2015 był adiunktem w Interdyscyplinarnym Centrum Modelowania Matematycznego i Komputerowego UW. W kadencji 2020–2024 prodziekan ds. rozwoju wydziału MiNI PW. 
Pełni funkcję associate editor w czasopiśmie R Journal. 
Wielokrotnie nagradzany uczelnianymi nagrodami indywidualnymi. W 2021 otrzymał Nagrodę im. Profesora Zdzisława Pawlaka – Komitetu Informatyki PAN – za Wybitną Monografię z Zakresu Informatyki.  

## Wybrane publikacje
- Biecek Przemysław: Analiza danych z programem R: modele liniowe z efektami stałymi, losowymi i mieszanymi. Warszawa: Wydawnictwo Naukowe PWN, 2013. ISBN 978-83-01-17453-8. Brak numerów stron w książce
- Biecek Przemysław: Odkrywać! Ujawniać! Objaśniać!: zbiór esejów o sztuce prezentowania danych. Warszawa: Fundacja Naukowa Smarter Poland.pl, 2016. ISBN 978-83-65291-05-9. Brak numerów stron w książce
- Biecek Przemysław: Przewodnik po pakiecie R. Wrocław: Oficyna Wydawnicza GiS, 2014. ISBN 978-83-62780-22-8. Brak numerów stron w książce